# Musée Tavet-Delacour
Le musée Tavet-Delacour est situé à Pontoise, dans le département du Val-d'Oise en France. Il est installé dans un hôtel particulier de la fin du XVe siècle autrefois demeure du Grand vicaire de Pontoise, édifié par le cardinal Guillaume d'Estouteville, archevêque de Rouen.
L'hôtel d'Estouteville, qui abrite entre autres le Musée Tavet-Delacour,  fait l’objet d’une inscription au titre des monuments historiques depuis le 2 novembre 1926.
Le musée est actuellement fermé au public.

## Les collections
Le musée Tavet-Delacour conserve les collections historiques de la ville, mais il est aujourd'hui exclusivement dédié au XXe siècle. Ses collections du XXe siècle (Arp, Matisse, Legros, Signovert...) furent essentiellement constituées autour de la Donation Freundlich en 1968. Le musée présente des expositions consacrées au XXe siècle, aux collections historiques, et à celles qui relèvent de la programmation du Musée Camille-Pissarro.
Outre des toiles d'Otto Freundlich (1878-1943), un des précurseurs de l'abstraction, le musée présente dans le cadre d'expositions des sculptures médiévales et des manuscrits du XVIIIe siècle.

### Reliques royales
Des reliques issues de la profanation des tombes de la basilique Saint-Denis en 1793 sont acquises au début du XIXe siècle par Madame Tavet, propriétaire du musée Tavet-Delacour : la mâchoire de Dagobert, un morceau de crâne de Saint Louis, des dents d’Henri III, une dent mandibulaire d'Henri IV portant un bridge en métal doré, la chevelure de Philippe Auguste ou la jambe momifiée de Catherine de Médicis se trouvent dans ses réserves,,.

### Tableaux duXVIIIesiècle
Le musée conserve également 7 grandes toiles peintes à la colle (ou détrempe) du XVIIIe siècle, représentant des chinoiseries, qui décoraient les murs de l'ancien château des comtes de Maupeou d'Ableiges (exposées en 1975-1976).

### Préhistoire
Dans ses jardins, le musée Tavet-Delacour s’enorgueillit également de présenter l'allée couverte néolithique de Dampont, déplacée depuis la commune d'Us. Ce monument funéraire préhistorique de la civilisation de Seine-Oise-Marne est remarquable par la présence d'une fermeture en trou d'homme et d'une sculpture de la "déesse des morts".

## Expositions
- 1982  - Hommage à Jean Signovert, peintre et graveur
- 1982 - Claude Grobéty[6]
- 1992  - Pontoise, vu par la photographe Sabine Weiss